# На быстрых лошадях
«На быстрых лошадях» (англ. On Swift Horses) — американский художественный фильм режиссёра Дэниэла Минэхэна. В основе сценария одноимённый роман Шеннон Пуфал. Главные роли в фильме исполнили Дэйзи Эдгар-Джонс, Джейкоб Элорди и Уилл Поултер.
Мировая премьера фильма состоялась на Международном кинофестивале в Торонто 7 сентября 2024 года.

## Сюжет
Молодожены Мюриэл и Ли начинают новую жизнь после возвращения Ли с Корейской войны. Появление харизматичного младшего брата Ли, Джулиуса, своенравного азартного игрока, с тёмным прошлым, создаёт опасный любовный треугольник. Джулиус отправляется в Лас-Вегас, а Мюриэл, втайне, увлекается ставками на скаковых лошадей и открывает для себя любовь, которую считала невозможной.

## В ролях
- Дэйзи Эдгар-Джонс — Мюриэль
- Джейкоб Элорди — Джулиус
- Уилл Поултер — Ли
- Диего Кальва — Генри
- Саша Калле — Сандра

## Производство и премьера
Продюсер Питер Спирс и режиссёр Дэниел Минехан начали работу над проектом в июле 2021 года. Сценарий по одноимённому роману Шеннон Пуфал написал Брайс Касс. Спирс выступит продюсером фильма, совместно с Молли Ашер, Тимом Хедингтоном, Терезой Стил Пейдж и Майклом Д’Альто. Финансирование осуществляется компаниями Ley Line Entertainment и FirstGen вместе с Wavelength. Альваро Валенте и автор сценария Брайс Касс являются исполнительными продюсерами вместе с Кристин Вачон и Памела Коффлер из Killer Films, Нейт Камия и Дэвид Дарби из Ley Line, Рэндал Сандлер, Клод Амадео и Крис Триана из FirstGen, Дженнифер Вестфал и Джо Пламмер из Wavelength.
Съёмки начались в Лос-Анджелесе 28 февраля 2023 года, а также часть сцен снимали в штате Нью-Мексико. В качестве площадок для съемки использовали ипподром Santa Anita Park и казино Golden Gate Hotel & Casino.
Мировая премьера фильма состоялась на Международном кинофестивале в Торонто 7 сентября 2024 года. В октябре 2024 года компания Sony Pictures Classics приобрела права на прокат фильма.

## Отзывы и оценки
На сайте Rotten Tomatoes фильм имеет рейтинг 63 % основанный на 19 отзывах, со средней оценкой 5,9/10.
Журден Серлз в рецензии для The Hollywood Reporter пишет, что фильм «прекрасен, душераздирающ и требует, чтобы его увидели на самом большом экране». Элорди прекрасно справился с ролью Джулиуса, впервые показав на большом экране свою чувствительную и ранимую сторону. Его любовные сцены с Кальвой нежны и волнующи… Кальва доказывает, что его запоминающаяся роль в недооценённом «Вавилоне» два года назад была лишь разминкой. Он может предложить гораздо больше". Что касается Эдгар-Джонс, Серлз написал, что «в своей, возможно, самой мясистой роли со времен „Нормальных людей“ Эдгар-Джонс играет Мюриэль сдержанно, позволяя нам узнать её по едва уловимым жестам и выражениям».